# اندیس آنومالی آغین
آنومالی آغین یک اندیس فلزی است که در حوالی شهر حناء استان کرمان قرار دارد و مادهٔ معدنی موجود در آن، طلا است.سنگ میزبان این اندیس توف، گرانیت، گرانودیوریت، کوارتزدیوریت است  